# Kai Japan Special Live 2023
Kai Japan Special Live 2023 est la toute première tournée solo de Kai, un des membres du boys band sud-coréano-chinois EXO, qui a débuté le 28 janvier 2023 à Nagoya, et s'est achevée le 31 janvier 2023 à Yokohama.

## Contexte
Le 6 novembre 2022, le compte Twitter d'EXO a annoncé que Kai donnera sa première tournée solo au Japon,. 

## Médias
Le 28 janvier 2023, il a été révélé que l'un des concerts donné à Yokohama fera l'objet d'une diffusion au Japon sur la chaîne WOWOW le 26 mars prochain. 

## Programme
| Opening VCR - Door - Ride Or Die Ment - Nothing on Me - Reason - Peaches VCR #2 - Hello Stranger - Vanilla Ment VCR #3 - I See You - 음 (Mmmh) | VCR #4 - EXO Medley #1 : - 으르렁 (Growl) - Tempo - Love Me Right ~romantic universe~ Ment - EXO Medley #2 : - Electric Kiss - 전아 (前夜) (The Eve) - Love Shot Ending Ment - To Be Honest |

## Liste des concerts
| Date            | Ville    | Pays  | Lieu                   | Audience |
| --------------- | -------- | ----- | ---------------------- | -------- |
| Asie            |          |       |                        |          |
| 28 janvier 2023 | Nagoya   | Japon | Nagoya Congress Center | 4 000    |
| 29 janvier 2023 | Osaka    | Japon | Orix Theater           | 2 400    |
| 31 janvier 2023 | Yokohama | Japon | Pacifico Yokohama      | 10 000   |

## Personnel
- Organisateurs de la tournée : Avex Entertainment Inc. et Stream Media Corporation
- Artiste : Kai
- Billetterie : mu-mo TICKET